# Antic traçat tramvia de Sang de Berga - Mines de Fígols - la Consolació
L'Antic traçat tramvia de Sang de Berga - Mines de Fígols - la Consolació és una obra del municipi de Cercs (Berguedà) inclosa en l'Inventari del Patrimoni Arquitectònic de Catalunya.

## Descripció
Provinent de Berga, la via entra dins del terme de Cercs a l'altura del Molí d'en Ponça (l'Estany Clar), des d'aquest punt segueix en direcció a la Tosa, el Gall, la Comassa, Torrent de les Garrigues, Riu de Peguera, Mulleres del Gall, Pla de Sant Jordi, Coll de Melques, la Rodonella, Central Tèrmica, Vall de la Garganta i la Consolació.
El tramvia tenia una longitud total de 14,5 km. El traçat té en el terme de Cercs una longitud de 13,1 km (90% del total), i inclou sis d'un total de deu viaductes conservats. La plataforma ferroviària té una amplada de 2 metres i comprèn en diferents punts murs de pedra en sec.
Una de les singularitats del tramvia és la sinuositat del traçat, ja que, per tal d'obtenir un pendent suau, es va optar per una adaptació absoluta al perfil del terreny. Només hi havia un túnel en tot el recorregut i sols dues petites trinxeres. La plataforma seguia fidelment la corba de nivell i salvava tots els torrents mitjançant viaductes de poca llargada i corbats per tal de mantenir sempre la cota desitjada. El desnivell total acumulat sumava 80 m tan sols. Una característica singular del tramvia de sang de les mines de Fígols és el fet que els combois carregats de carbó haguessin de pujar des de la mina en direcció a Berga, ja que en la majoria de ferrocarrils miners europeus els vagons carregats baixaven, sovint per gravetat, a l'estació o port de descàrrega i pujaven amb els vagons buits per mitjà de cavalleries.
L'obra de fàbrica del ferrocarril constava d'una vintena de ponts, d'un túnel i de dues estacions situades a cada cap de la línia. La plataforma eren els murs inferiors de pedra en sec presents en la major part del recorregut. Alguns murs foren magníficament obrats i es conserven encara en perfecte estat.

## Història
El tramvia de sang fou construït en 1868-1870 per Ramon Salvadó, soci de la Carbonera Española, possiblement sota la direcció de l'enginyer Rafael Lozano. L'any 1904, quan es va inaugurar el ferrocarril de vapor, la via fou clausurada, si bé la secció més propera a la Consolació es va continuar fent servir fins a mitjan segle xx.
Salmerón en el seu llibre descriu les vies de la següent manera: "El F.C. Fígols-Berga va ser construït amb el poc habitual ample de 840 mm, encara que cal esmentar que era una instal·lació d'un tipus molt primitiu, més propera als tramvies miners anglesos del segle xviii que a la tecnologia ferroviària del segle xix. Així, la via (en lloc d'estar construïda com és habitual per carrils de ferro i travesses de fusta) constava d'unes llargues barres de fusta de faig, sobre les quals es col·locaren uns passamans de ferro (de 56 x 13 mm de secció) per facilitar el rodament dels vehicles. Els passamans anaven clavats amb escàrpies a les barres i aquestes descansaven sobre unes travesses de fusta (d'un 1.000 mm d'ample) que estaven separades a uns 900 mm de distància entre eixos".